# Geheimakten Solvay
Geheimakten Solvay ist ein 1953 erschienenes Filmdrama der DEFA von Martin Hellberg.

## Handlung
Im Zonengrenzgebiet zu Beginn der 1950er Jahre: Seit der Aufteilung Deutschlands befinden sich auf DDR-Seite fünf Soda-Fabriken, die einst zum Großkonzern Solvay gehörten. Um der vollständigen Enteignung zu entgehen, hat die Konzernspitze ihren Hauptsitz von Bernburg nach Frankfurt am Main verlegt. Die Soda-Werke besitzen eine beträchtliche Bedeutung für die gerade im Aufbau begriffene DDR-Wirtschaft, und so nimmt das Land einigen Schaden, als einige Solvay-Führungsmitglieder im Osten geblieben sind, um die sozialistische Firmentätigkeit zielgerichtet zu sabotieren. Einer der früheren Chefs, Direktor Lütgen, konnte sich sogar als Treuhänder im DDR-Werksableger etablieren. Seine die ostdeutschen Bemühungen untergrabende Zerstörungstätigkeit ist umfassend: er betreibt gezielt Fehlinvestitionen, unterschlägt dringend benötigte Rohstoffe und sorgt dafür, dass ein Teil der Produktion auf undurchsichtigen Wegen in den Westen Berlins gelangt.
Ein aufrechter, partei- und linientreuer Arbeitergenosse namens Hannes Lorenz ist nicht länger gewillt, dem destruktiven Treiben dieses „Erzkapitalisten“ zuzusehen. Schon seit geraumer Zeit fällt dem Schlosser auf, dass trotz kräftigem Arbeitseinsatz die Produktivität im Werk stetig sinkt. Der skrupellose Lütgen plant daraufhin, Lorenz zu beseitigen. Sein Mordanschlag scheitert jedoch. Mit einigen linientreuen Mitstreitern kann Lorenz nunmehr die Wühltätigkeit der subversiven Kapitalistenknechte stoppen und im letzten Zug sogar verhindern, dass wichtige Unterlagen, die „Geheimakten Solvay“, in Richtung Westen abtransportiert werden. In ihnen sind die engen Verbindungen zum ehemaligen IG-Farben-Konzern zur Zeit der nationalsozialistischen Diktatur dokumentiert.

## Produktionsnotizen
Der Film wurde 1952 nach angeblich wahren Vorgängen um den belgischen Solvay-Konzern im Studio Babelsberg nach dem Hörspiel Das Hauptbuch der Solvays von Richard Groschopp gedreht. Die Außenaufnahmen entstanden im VEB Sodawerk Staßfurt und Buchenau. Walter Jupé war Dramaturg. Walter Lehmann übernahm die Produktionsleitung. Die Filmbauten wurden von Artur Günther entworfen und von Willi Eplinius, Hans Minzloff und Hermann Asmus ausgeführt. Ernst Kunstmann besorgte die Trickfotografie. Der Streifen fand seine Uraufführung am 23. Januar 1953 im Ostberliner Babylon-Filmtheater. Im Westen nicht gezeigt, konnte man Geheimakten Solvay jedoch ab dem 29. Mai 1953 in dem von den Sowjetkommunisten mitkontrollierten Wien sehen.
Die 24-jährige Schauspielerin Sigrid Roth gab hier mit dem Part der Gerda Schramm ihr Filmdebüt.
Dem knapp 50-jährigen Deutsch-Amerikaner Harro Tenbrook, der hier das Klischee eines US-Amerikaners verkörperte, brachte seine Mitwirkung in diesem als SED-propagandistisch bewerteten Film in der westlichen Presse wie etwa dem Spandauer Volksblatt heftige Kritik ein.

## Auszeichnungen
Kameramann Eugen Klagemann erhielt den Nationalpreis III. Klasse der DDR für sein Gesamtschaffen unter besonderer Erwähnung der Filme Semmelweis – Retter der Mütter, Figaros Hochzeit und Geheimakten Solvay.

## Kritiken
Die SED-Presse in der DDR feierte den Propagandafilm:

„Geheimakten Solvay ist ein Filmwerk, das im rechten Augenblick kommt, um die Wachsamkeit unserer Werktätigen, ihre revolutionäre Schlagkraft zu erhöhen.“

„Zum ersten Mal in einem DEFA-Film werden hier Arbeitergestalten so einfach und wahrheitsgetreu verkörpert, dass sich unsere Werktätigen mit ihnen identifizieren können.“

Die Filmkritik  demokratischer Länder bewertete Geheimakten Solvay differenzierter:

„Werksabotage in einer Sodafabrik der Ostzone … Dies ist bei Betonung des weltanschaulichen Hintergrundes unter ziemlich kontinuierlicher Regie mit maßvollen Interpreten in zeitecht gezeichneter Umwelt … leidlich spannend abgehandelt.“

„Nach authentischen Ereignissen gestalteter, in seinem Entstehungsjahr hochaktueller Film, der die Wandlung eines parteilosen Arbeiters thematisiert und das Doppelspiel von Wirtschaftssachverständigen anprangert. Da nach offizieller Meinung die führende Rolle der Partei nicht genügend zum Ausdruck gebracht wurde, war der spannende, wenn auch in der Gestaltung des Ost-West-Konflikts holzschnittartige Film einigen Vorwürfen ausgesetzt.“